# Flügeleisen

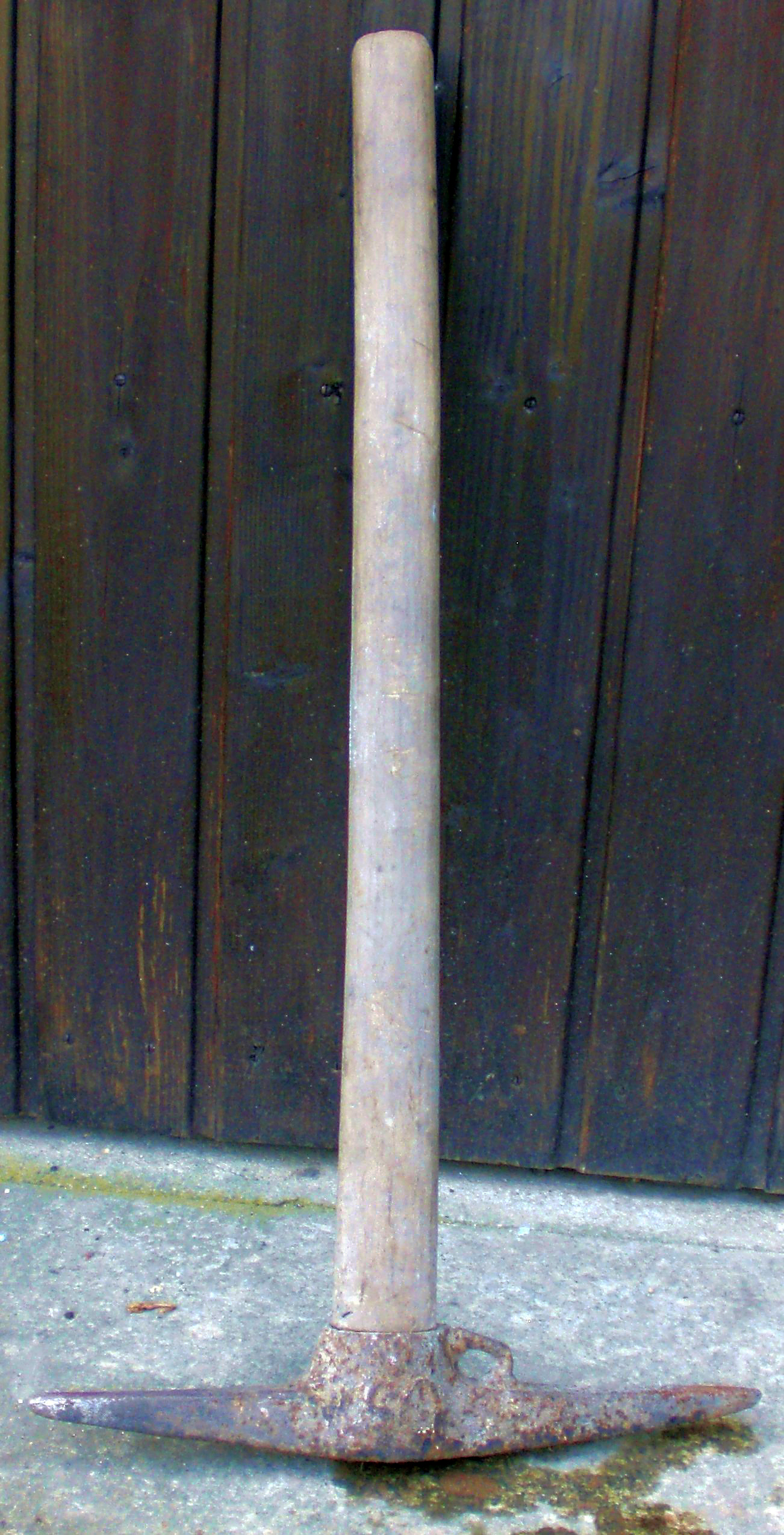
Ein Flügeleisen

Ein Flügeleisen ist eine doppelte Keilhaue, das heißt eine Hacke mit zwei Spitzen (im Gegensatz zur heute weitverbreiteten Kreuzhacke, die eine Spitze und ein Blatt aufweist). Das Flügeleisen gehört zum Gezähe.

## Zweck und Benutzung
Das Flügeleisen wurde vom Bergmann zum Gewinnen von Steinkohle und auch mittelfestem Gestein benutzt. Die weichere Braunkohle wurde mit der Breit- oder Flachhaue gewonnen.
Im Steinkohlenbergbau diente das Flügeleisen hauptsächlich zum Schrämen. Hier hat es gegenüber der Keilhaue den Vorteil, dass es bei waagrechter Führung ausbalanciert ist und der Hauer nicht mit Körperkraft den Abwärtsdrang der Spitze ausgleichen muss. Weiterhin ist die Standzeit höher, da es zwei Spitzen hat – ist die eine abgearbeitet, kann mit der anderen die Arbeit fortgesetzt werden. Das Flügeleisen – wie auch das andere Gezähe – verblieb am Schichtende in der Grube und wurde entweder in der Gezähekiste eingeschlossen oder auf den „Gezähering“ aufgefädelt und mit einem Schloss gegen Diebstahl gesichert. Dazu hatten alle Bestandteile des Gezähes entsprechende Löcher bzw. Ösen. Weiterhin trugen alle Teile die persönliche Nummer des Bergmannes, dem sie gehörten. In jüngerer Zeit wurde diese nicht mehr eingeschlagen, sondern aufgeschweißt und war somit besser sicht- und länger haltbar.
Auf den Ruhrzechen der 1940er-Jahre wurden für die Arbeit vor Kohle mehr oder weniger einheitlich Flügeleisen mit einem Gewicht von etwa 1,25 kg benutzt. Einfache Keilhauen für die Gesteinsarbeit wogen mit 2,5 kg doppelt so viel.

## Aufbau

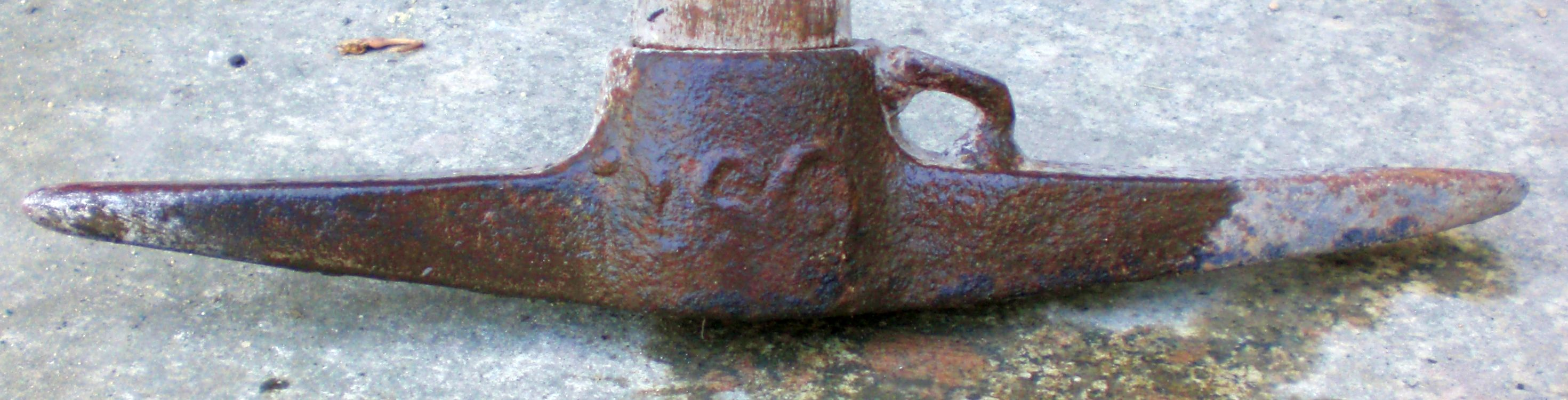
Detail

Das Flügeleisen besteht aus dem stählernen Blatt mit gehärteten Spitzen, das in der Mitte ein Auge zur Befestigung des Helmes aufweist sowie dem hölzernen Helm. Eine Blattseite ist etwa 20 bis 30 cm lang, die Mittellinie des Blattes bildet einen Bogen, dessen Radius der Länge des Helmes plus der Länge des Unterarmes entsprechen sollte.
Die Abmessungen sind etwas geringer als die über Tage verwendeten Hacken, damit der Bergmann unter den extrem beengten Raumverhältnissen im Streb damit arbeiten kann.
Eine helmseitige Verlängerung des Auges, die den vorderen Teil des Helmes umschließt, wird „Bart“ genannt. Der Bart dient der zusätzlichen Fixierung des Helmes und als Schutz gegen Schläge auf diesen, die sich in der Enge des Abbaues nicht vermeiden lassen.
Flügeleisen wie auch Keilhauen mit Einsatzspitzen konnten sich nicht dauerhaft durchsetzen. Die Idee dabei war, dass der Bergmann ein Flügeleisen und mehrere Spitzen mitführte, die er dann nach Bedarf austauschen konnte, wie das auch bei den Bergeisen gemacht wurde. So mussten nur die stumpfen Spitzen am Schichtende mit über Tage genommen werden und in der Schmiede zum Schärfen (Ausziehen) abgegeben werden. Die Mehrkosten aufgrund der aufwendigeren Ausführung überwogen aber den Nutzen.